# 罗斯玛丽·特罗克尔
罗斯玛丽·特罗克尔（德語：Rosemarie Trockel，1952年11月13日—），生于德国施韦特，德国女艺术家，当代艺术运动的重要人物。

## 生平
1970-1978年，特罗克尔主要关注妇女和其在艺术世界的地位。她工作挑战文化、艺术生产和性的观念。在1980年代，她曾在美国（如纽约现代艺术博物馆等地）办过个人展。

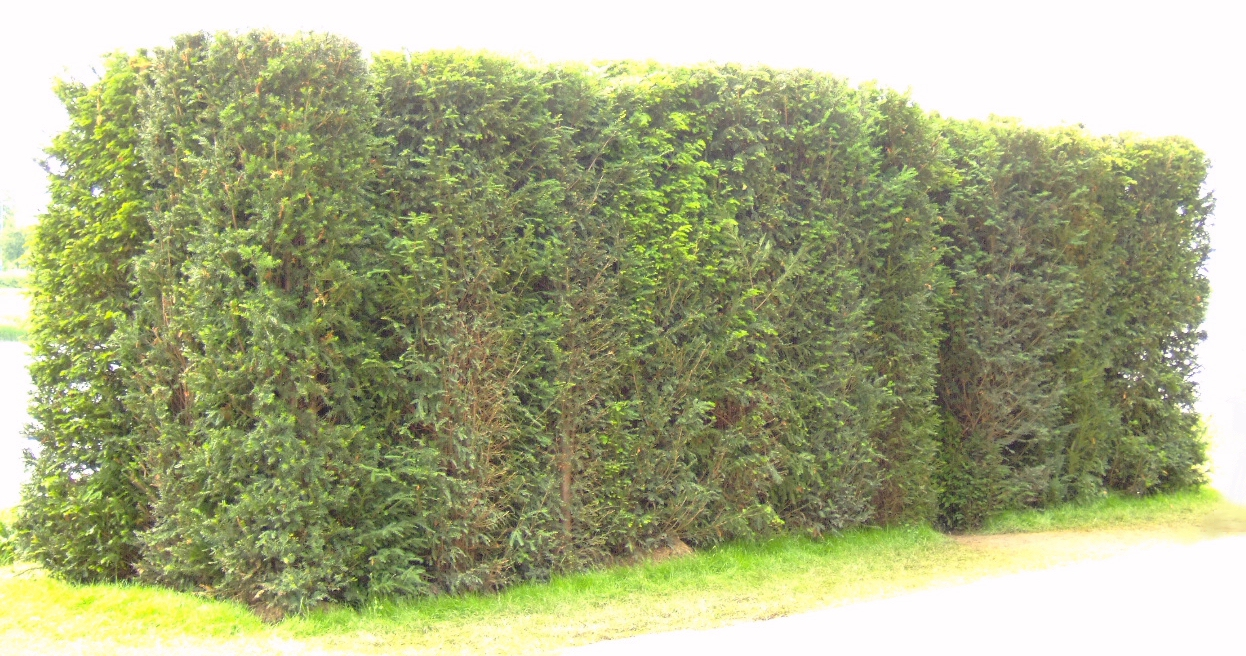
Rosemarie Trockel: Less Sauvage than Others (Weniger wild als andere) (2006)

特罗克尔作于1985年的“编织画”，是将机器编织的羊毛材料铺在框架上制成。该材料上有计算机生成的几何图案图案，或配以可联想的标志，如表示苏联的锤子镰刀图案叠加在象征美国国旗的红白条纹的背景上。特罗克尔的另一作品包括配备了6个钢铁立方体，置于两条平行的对角线之间，含义是建立女性化的烹饪和男性化的工业生产领域之间的桥梁。
除了编织图案标志，她还制作了一系列关于蜘蛛网和LSD、大麻或三甲氧苯乙胺对它们的影响的画。她说，它描绘了它们的孤独和薄弱的性格，因为它们的网并未强大到足以捕捉猎物。这些蜘蛛终将死去。这些画现在收藏于现代艺术博物馆。
1995年，她在法兰克福创立了法兰克福恩格尔纪念馆。